# Сетчатые имплантаты
Сетчатый имплантат — материал для хирургического лечения грыжи (герниопластики), который представляет собой облегченную сетку, натянутую на нитиноловый каркас. Новое поколение сеток для лечения грыж было изобретено американской фирмой MMDI в 2001 году под брендом Rebound HRD (Hernia Repair Device). Устройства разработаны для лечения как паховых, так и вентральных грыж.

## Нитиноловая рамка
Инновационным новшеством является использование сплава титана никеля (нитинола), чтобы поддерживать синтетическую сетку. Синтетическая сетка использовалась при вправлении мягких тканей в течение многих лет, но ранее никогда не поддерживалась нитинолом. Нитинол — биологически инертный (биосовместимый) сплав с эффектом памяти формы и сверхупругостью, который может быть деформирован до неузнаваемости и затем возвращен к оригинальной форме.
Нитиноловая структура также оказывает влияние на периферийный край сетки, приспосабливая её к смежной ткани. Эта особенность приводит к «застёжке на липучке» — эффекту, который стабилизирует устройство в месте размещения и способствует закреплению устройства.

## Особенности использования
Операция с использованием сетчатого имплантата может быть проведена как лапароскопически, так и открытым методом.
- Саморасширяющийся. Сетка самостоятельно легко расправляется в брюшной полости. За счет нитиноловой рамки она плотно упирается своими краями в ткани, конгруэнтно повторяя анатомию зоны установки.
- Нет необходимости фиксации. Не требуется дополнительная фиксация такерами, что минимизирует болевой синдром после операции и вероятность ущемления нерва.
- Рентгеноконтрастный. В послеоперационном периоде с помощью рентгенологического исследования можно контролировать расположение сетки.

## Паховые грыжи
Сетчатые имплантаты для паховых грыж сделаны из современного конденсированного ячеистого полипропилена толщиной 0,017 мм и пористостью 2000 μm. Ячеистая структура материала обладает оптимальной легкостью и свойствами биосовместимости. Сетка самостоятельно легко расправляется в брюшной полости, затем с помощью зажимов устанавливается в предбрюшинное пространство без дополнительной фиксации такерами.

## Вентральные грыжи
В сетчатых имплантатах для вентральных грыж используется имплантационный материал из конденсированного политетрафторэтилена (cPTFE), сочетающий свойства, способствующие «врастанию» тканей и лечебные способности крупнопористых хирургических мононитей полипропилена с биосовместимостью расширяющегося политетрафторэтилена. Использование политетрафторэтилена (cPTFE) в качестве имплантационного материала минимизирует склеивание тканей и способствует быстрому восстановлению и эффективной интеграции тканей (в течение 6 дней после имплантации).
Фиксация данных имплантатов к мышцам передней брюшной стенке заключается в наложении 3-4 трансфасциальных швов.

## Вероятность рецидивов
Использование сетчатых имплантатов исключает определенные причины рецидивов:
- использование сетки недостаточно большого размера
- скручивание сетки при ушивании
- сморщивание сеток в послеоперационном периоде при проростании их тканями